# 奇異
| ウィキペディアには「奇異」という見出しの百科事典記事はありません（タイトルに「奇異」を含むページの一覧/「奇異」で始まるページの一覧）。 代わりにウィクショナリーのページ「奇異」が役に立つかもしれません。 |